# 量產型璃子～另一人的模型女子人生組裝紀～
《量產型璃子～另一人的模型女子人生組裝紀～》（日语：／ ryousangatariko mou hitori no puramo zyosi no zinsei kumi tateki */?）是2023年6月30日（29日深夜）到9月1日（8月31日深夜）在東京電視網的「週四劇場24」播放的電視劇。
本作為以2022年播放的《量產型璃子～女子的塑膠模型人生組裝記～》為背景，描述小向璃子在「另一個世界」中的成長故事，繼續由與田祐希（乃木坂46）擔任主演，並且大部分的主要演員將繼續參演。

## 劇中故事摘要
創立「Dri-mucreji（瘋狂夢想）」的小向璃子與同學高木真司、淺井祐樹共同創業的故事，受到初創企業支援計劃「DOG RUN」代表犬塚輝的建議，挑戰新的事物，然而，璃子開始嘗試製作模型，開啟一段「另一個小向璃子的故事」。

## 演出人員

### 主要人物
小向璃子（こむかい りこ）
演員－與田祐希（乃木坂46）
主角。為「Dri-mucreji」的社長

### 瘋狂夢想（Dri-mucreji）
大學時代璃子與朋友創立的初創企業，以下簡稱「Dricre」
高木真司（たかぎ しんじ）
演員－望月步 
璃子的同班同學。Dricre的共同創辦人之一，負責工程方面。大學時代就擅長程式設計。
淺井祐樹（浅井祐樹／あさい ゆうき）
演員－前田旺志郎 
璃子的同班同學。在三位Dricre共同創辦人中，最具行動力。是個切入戰鬥的隊長角色。
後田浩一郎（こうだこういちろう）
演員－矢柴俊博 
新成員，財務管理擔當。前職是大型銀行三橋銀行的行員。
熊本侑美（くまもとゆみ）
演員－市川由衣 
新成員，設計商品負擔當。在前職中，曾在大型IT企業負責各種服務的設計。

### Perfect Beans
Dricre的競爭對手初創企業公司
中野京子（なかの きょうこ）
演員－藤井夏戀 
社長。不會隨波逐流的類型。
小春（ハル）
演員－天川麗美（LINKL PLANET）
研究開發擔當。尊敬中野為「老闆」。

### DOG RUN
創業企業支援專案
犬塚輝（いぬづか あきら）
演員－兒島雄一
 代表。
雉村仁（きじむら ひとし）
演員－森下能幸
犬塚的秘書。

### 矢島模型店
小青（アオ）
演員－石川悠佳（LINKL PLANET）
打工店員。溫柔地協助璃子製作模型。
矢島一（やじま はじめ）
演員－田中要次 
矢島模型店店長，通稱「矢叔」（やっさん）。

### 客串人物

#### 第2集
白川悟
演員－須賀健太
白手起業企業家

#### 第5集
哈尼商店的區域部長
演員－藤堂雄太
旁白（只有聲音演出）
演員－伊武雅刀

#### 第6集
璃子的哥哥
演員－中島步
大石冬
演員－平野綾
璃子小時候的玩伴兼大嫂
璃子的媽媽
演員－高田聖子

#### 第8集
Maika
演員－荒井芽依（LINKL PLANET）（第9集）
指導模型的細節提升
千恵美
演員－石川惠里加（LINKL PLANET）（第9集）
指導璃子製作立體模型的技術。

#### 第10集
猿渡敦
演員－與座嘉秋
 電視王MC。
Muro
演員－石川雷藏
電視王的出場者
田淵進
演員－林泰文
電視王的出場者

## 放送日程
| 集數   | 播放日期 | 各集主題                | 編劇人員   |
| ------ | -------- | ----------------------- | ---------- |
| 第1集  | 6月30日  | 去吧量產型璃子 （量産型リコ行きます）     | 三石直和   |
| 第2集  | 7月7日   | 無限的中間型態 （無限の中間形態）     | 翻車魚家城 |
| 第3集  | 7月14日  | 難攻不落的熊本小姐 （難攻不落の熊本さん） | 三石直和   |
| 第4集  | 7月21日  | 新・後田浩一郎 （シン・後田浩一郎）     | 翻車魚家城 |
| 第5集  | 7月28日  | Dricre・噴射流攻擊 （ドリクレ・ジェットストリームアタック） | 三石直和   |
| 第6集  | 8月4日   | 璃子的暑假來了－Z （リコの夏休みだーZ）  | 三石直和   |
| 第7集  | 8月11日  | Drucre的決鬥 （ドリクレの決闘）       | 翻車魚家城 |
| 第8集  | 8月18日  | 璃子、修行中 （リコ、修行する）       | 翻車魚家城 |
| 第9集  | 8月25日  | 璃子與中野的決鬥 （リコと中野の戦い）   | 三石直和   |
| 第10集 | 9月1日   | 小向璃子是自由的 （小向リコは自由だ）   | 三石直和   |

## 播放
| 播放期間              | 播放時間            | 播出電視台   | 對象區域       | 備註         |
| --------------------- | ------------------- | ------------ | -------------- | ------------ |
| 2023年6月30日—9月1日  | 星期五 00:30－01:00 | 東京電視台   | 關東廣域圈     | 製作局       |
| 2023年6月30日—9月1日  | 星期五 00:30－01:00 | 大阪電視台   | 大阪府         |              |
| 2023年6月30日—9月1日  | 星期五 00:30－01:00 | 愛知電視台   | 愛知縣         |              |
| 2023年6月30日—9月1日  | 星期五 00:30－01:00 | 瀨戶內電視台 | 岡山縣、香川縣 |              |
| 2023年6月30日—9月1日  | 星期五 00:30－01:00 | 北海道電視台 | 北海道         |              |
| 2023年6月30日—9月1日  | 星期五 00:30－01:00 | TVQ九州放送  | 福岡縣         |              |
| 2023年7月5日—9月6日   | 星期三 00:00－00:30 | BS東視       | 全國           |              |
| 2023年7月5日—9月6日   | 星期三 00:00－00:30 | BS東視4K     | 全國           | 以4K升頻播出 |
| 2023年7月27日—9月28日 | 星期四 00:00－00:30 | 和歌山電視台 | 和歌山縣       |              |

## 網路直播
| 開始直播月份 | 直播平台           | 直播費用           | 備註       |
| ------------ | ------------------ | ------------------ | ---------- |
| 2022年7月    | 東京電視台隨選頻道 | 免費可觀看但有廣告 | 可重複觀看 |
| 2022年7月    | TVer               | 免費可觀看但有廣告 | 可重複觀看 |
| 2022年7月    | Lemino             | 訂閱式方案         |            |
| 不明         | U-NEXT             | 訂閱式方案         |            |

## 登場模型
- 在劇中出現的模型

| 集數   | 模型                                                          | 完成者                                             |
| ------ | ------------------------------------------------------------- | -------------------------------------------------- |
| 第1集  | BANDAI SPIRITS高級・宇宙世紀1/144 RX-0 獨角獸鋼彈獨角獸模式   | 小向璃子                                           |
| 第2集  | BANDAI SPIRITS HG 1/100 YF-19/VF-19王者之劍                   | 小向璃子                                           |
| 第3集  | 童友社日本名城模型 豪華版熊本城                               | 小向璃子                                           |
| 第4集  | BANDAI SPIRITSFIGURE‐RISE假面騎士（新·假面騎士）              | 後田浩一郎                                         |
| 第5集  | BANDAI SPIRITS HGUC 1/144 MS-09系列機動戰士                   | 小向璃子、高木真司、淺井祐樹、後田浩一郎、熊本侑美 |
| 第6集  | BANDAI SPIRITS HG 1/144 無敵鐵金剛（無敵鐵金剛 INFINITY Ver） | 小向璃子                                           |
| 第7集  | BANDAI SPIRITS HG 1/144 機動戰士鋼彈 水星的魔女               | 小向璃子、淺井祐樹                                 |
| 第8集  | 田宮1/48 格魯曼公司F-14雄貓式戰鬥機（後期型）發艦套件         | 小向璃子                                           |
| 第9集  | BANDAI SPIRITS HGUC 1/144 夏雅專用薩克II                      | 小向璃子、中野京子                                 |
| 第10集 | BANDAI SPIRITS HG 裝甲步兵                                    | 小向璃子                                           |

## 官方模型
節目官方模型「HG 1/144 量產型璃子專用扎薩克」已經發表。
基底套件是「HGUC 1/144 薩克II」，其顏色設計是以本作《量產型璃子～另一人的模型女子人生組裝記～》的標誌顏色以及前作《量產型璃子～女子的塑膠模型人生組裝記～》中，主角璃子首次組裝的右肩塗裝薩克的設計為靈感。除了附帶劇中出現的企業和服務的標誌以及節目標誌的標記貼紙外，包裝設計則採用了劇集的關鍵視覺，為合作限定設計。該產品將於2023年7月在Premium Bandai接受訂購，預計於2023年12月發貨。

## 外部連結
- 【週四劇場24】量產型璃子～另一人的模型女子人生組裝紀～ 官方網站－東京電視台
- 與田祐希主演「量產型璃子」東京電視台官方的X（前Twitter）
- 與田祐希主演「量產型璃子」東京電視台官方的Instagram帳戶

| 日本 東京電視台系列 週四劇場24    | 日本 東京電視台系列 週四劇場24                                     | 日本 東京電視台系列 週四劇場24 |
| --------------------------------- | ------------------------------------------------------------------ | ------------------------------ |
|                                   | 量產型璃子 ～另一人的模型女子人生組裝記～ （2023年6月30日—9月1日） |                                |
| 激辛道2 （2023年4月27日—6月23日） | 姪子的梅 （2023年9月8日—10月13日）                                 |                                |